# Coquillard
La palabra coquillard (< francés coquille ['concha de molusco']) designaba en la Francia medieval a los falsos peregrinos de Santiago de Compostela que vendían las conchas, veneras o vieiras que pretendían haber traído del viaje a la tumba del apóstol.
En el argot del siglo XV, el término pasó primero a designar a los estafadores o falsarios, y luego fue adoptado por una banda de malhechores organizados que actuó en Borgoña entre 1440 y 1455, año en que fueron procesados quince de ellos en Dijon. Gracias a este proceso, y sobre todo por la compilación que contiene la instrucción del mismo de la jerga de los delincuentes, se conoce la banda y su manera de actuar.
Parece demostrado (entre otros datos por los escritos, posteriores a la fecha del juicio, de François Villon, que parece haberles frecuentado y que compuso en su lenguaje las Baladas en jerga), que la banda sobrevivió al proceso y se dispersó para constituir otros grupos locales. El término coquillard se ha generalizado entonces a todas esas bandas.
En el siglo XVII, la palabra volvió a designar a los falsos peregrinos que abusaban de la hospitalidad de los monasterios y que en ocasiones practicaban el pillaje.
Todas estas acepciones han producido una imagen de los coquillards como falsos peregrinos del siglo XV, pero la realidad es más compleja, ya que los de esa época, es decir, los que trató Villon, nunca se hacían pasar por peregrinos.